# FreeMat
FreeMat是一个自由开源的数值计算环境和编程语言，类似于MATLAB和GNU Octave。同时支持许多MATLAB函数和一些IDL功能。
FreeMat由萨米特·巴苏（Samit Basu）开发，它提供了一个扩展C，C++和Fortran代码的少代码界面，以及并行分布算法开发（通过MPI），并具有绘图和3D可视化能力。